# Ми є. Ми поруч (фільм)
«Ми є. Ми поруч» (англ. We are here. We are close) — перший україномовний фільм режисера та сценариста Романа Балаяна з Ахтемом Сеітаблаєвим і Катериною Молчановою в головних ролях. 
Прем'єра стрічки відбулася 24 серпня 2020 року на київському міжнародному кінофестивалі «Молодість». В український прокат фільм вийшов 8 липня 2021 року.

## Сюжет
Головний герой – Олексій, хірург, який втрачає хрещеного сина під час операції. Лікар картає себе через смерть хлопчика, тому він полишає роботу та блукає містом, не маючи змогу втекти від думок про трагедію. Коли чоловік виїжджає у тихе місце, з яким пов’язані особливі для нього спогади, він раптово зустрічає Маріанну, яка голою виходить із води. Її загадковість привертає увагу героя, він навіть намагається допомогти незнайомці, відкриваючи в собі бажання оберігати людину, яку він зовсім не знає. 

## У ролях
- Ахтем Сеітаблаєв — Олексій
- Катерина Молчанова — Маріанна (Марія-Анна)
- Марічка Миколайчук — Ірина Сергіївна, жінка з кліткою
- Марія Петренко — мати хрещеника
- Сергій Тримбач — головний лікар
- Міша Черняков
- Олег Дідик
- Юлія Врублевська
- Владислава Буткова
- Микола Кривенко
- Любов Веселова
- Максим Ролік
- Максим Волинець
- Владлен Одуденко
- Арсеній Черненко
- Руслан Вікторов
- Алла Соколова
- Станіслав Лозовський
- Євгеній Лісничий
- Євген Поляков
- Роман Коржук

## Творча команда
- Режисер: Роман Балаян
- Сценарист: Роман Балаян
- Оператор: Юрій Король
- Монтажер/редактор: Сергій Клепач
- Продюсери: Іванна Дядюра
- Художник: Владлен Одуденко
- Кастинг директор: Ольга Клименко

## Нагороди й номінації
| Список нагород і номінацій | Список нагород і номінацій                 | Список нагород і номінацій  | Список нагород і номінацій | Список нагород і номінацій | Список нагород і номінацій |
| Рік                        | Кінофестиваль/Кінопремія                   | Категорія                   | Номінант(и)                | Результат                  |                            |
| -------------------------- | ------------------------------------------ | --------------------------- | -------------------------- | -------------------------- | -------------------------- |
| 2020                       | Варшавський міжнародний кінофестиваль      | Гран-прі за найкращий фільм | «Ми є. Ми поруч»           | Номінація                  |                            |
| 2020                       | Національна премія кінокритиків «Кіноколо» | Найкращий актор             | Ахтем Сеітаблаєв           | Номінація                  |                            |
| 2023                       | Золота дзиґа                               | Найкраща жіноча роль        | Катерина Молчанова         | Номінація                  |                            |